# アルジャーノン (曲)
「アルジャーノン」は、日本のロックバンド・ヨルシカの楽曲。Polydor Recordsより2023年2月6日に各音楽配信サービスにてリリースされた。

## 概要
本楽曲はTBS火曜ドラマ『夕暮れに、手をつなぐ』の主題歌として書き下ろされており、ドラマ主題歌を担当するのは「チノカテ」以来 約5ヶ月ぶりとなる。
作詞作曲を担当したn-bunaは次のようにコメントしていた。

## ミュージックビデオ
本楽曲のミュージックビデオは
“命の息吹・循環”がテーマになっており、ストップモーションで撮影されたクレイアニメーションと、タイムラプスなどで撮影された実写映像で構成されている。

## 収録内容
| #  | タイトル           | 作詞・作曲・編曲 | 時間 |
| -- | ------------------ | ---------------- | ---- |
| 1. | 「アルジャーノン」 | n-buna           | 4:13 |

## タイアップ
- TBS火曜ドラマ『夕暮れに、手をつなぐ』主題歌